# Orazia
Orazia è l'unica tragedia scritta da Pietro Aretino, pubblicata per la prima volta nel 1546, con la dedica a Pier Luigi Farnese e di seguito al papa Paolo III.

## Trama
Nella leggendaria battaglia degli Orazi provenienti da Roma contro i Curiazi provenienti dalla città di Alba, pare che la situazione stia volgendo al favore di questi ultimi. Il duello fra i sei guerrieri, tre Orazi e tre Curiazi, è stato voluto per la ribellione della città nemica ribellatasi al potere di Roma ed ora, dato che il re non vuole che si sparga molto sangue per nulla, vuole concludere lo scontro con questo duello. All'inizio i Curiazi hanno il sopravvento sui nemici, uccidendo i primi due Orazi, lasciando l'ultimo vivo. Questi allora pensa di ammazzare gli altri con l'astuzia e così scappa. I Curiazi lo inseguono, cadendo nella trappola dell'Orazio che li uccide tutti. Divenuto molto potente per una carica donatagli dal re di Roma, Orazio torna nella sua città per incontrare la sorella Celia. Pare che le cose non potessero andare meglio di così, invece Orazio appena giunge trova Celia in lacrime, vestita a lutto, che si reca a rendere omaggio ad un cadavere. Il defunto è proprio uno dei Curiazi uccisi da Orazio, amante segreto della sorella che si strugge ogni giorno dal dolore per la tragica perdita. Un giorno Orazio non ne può più delle sofferenze incessabili di Celia e decide di sopprimerla, il gesto scatena la reazione violenta del popolo romano il quale chiede che Orazio venga portato in un tribunale. I giudici lo riconoscono colpevole di tale crimine e così Orazio viene condannato a morte.